# Batis d'ulleres de Jameson
El batis d'ulleres de Jameson (Platysteira jamesoni) és un ocell de la família dels platistèirids (Platysteiridae).

## Hàbitat i distribució
Habita el sotabosc de la selva pluvial, al nord, nord-est i est de la República Democràtica del Congo, sud-est de Sudan del Sud, Uganda, oest de Kenya i l'extrem nord-oest de Tanzània.